# Barjatinski (Adelsgeschlecht)

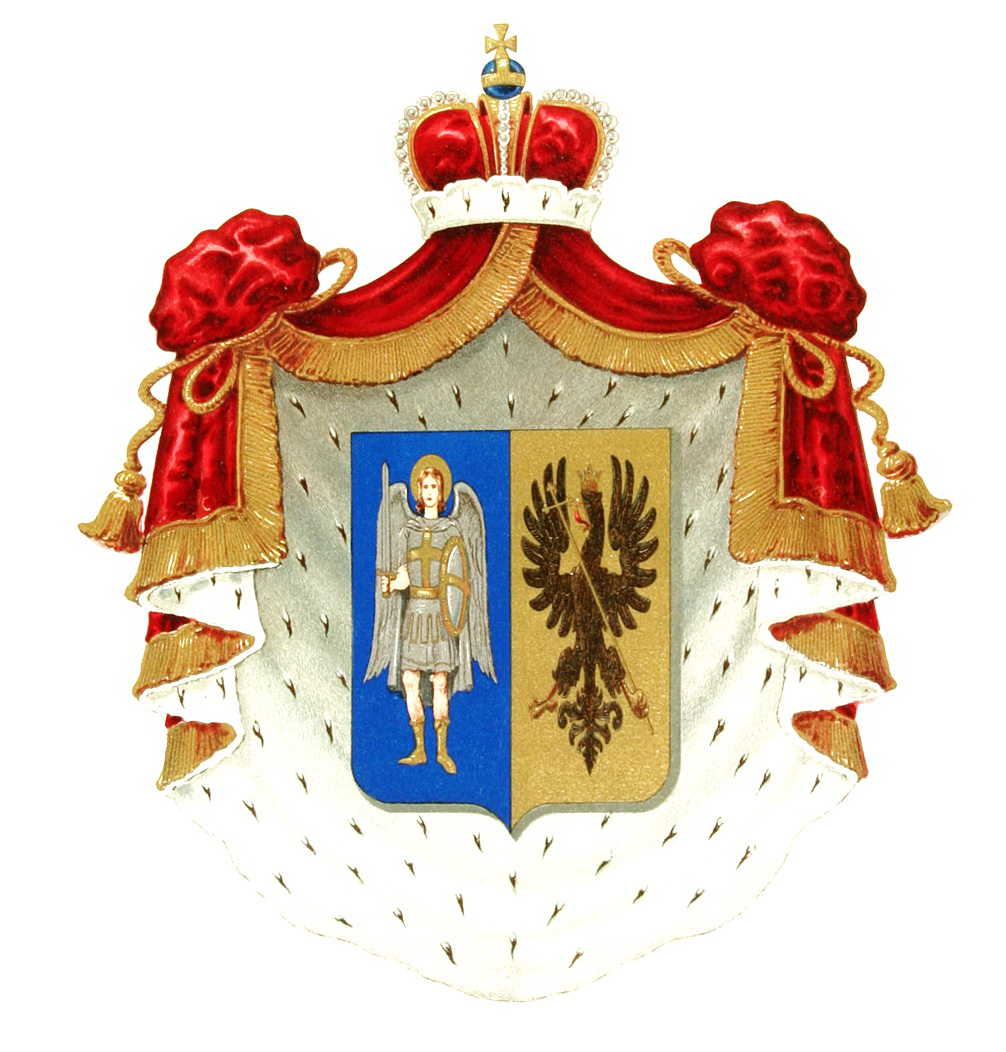
Familienwappen mit Fürstenhut

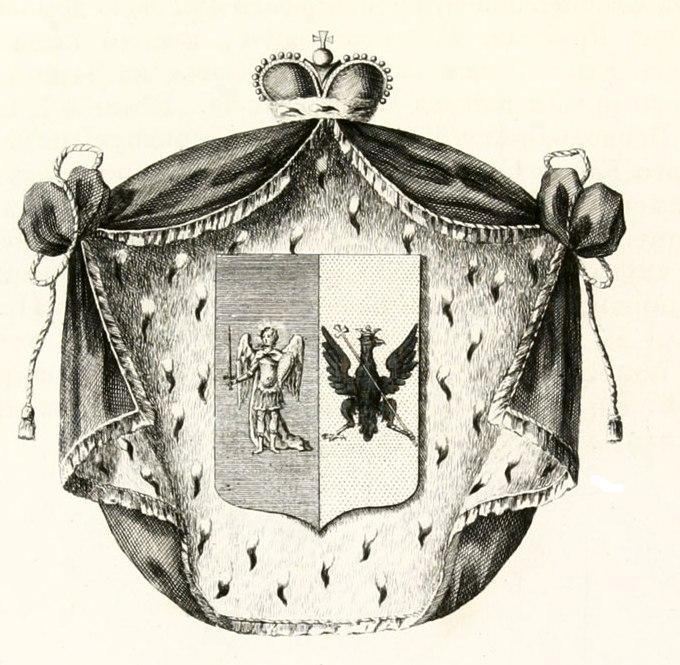
Wappenvariante von 1798

Barjatinski (russisch Барятинский) war der Name eines einflussreichen russischen Hochadelgeschlechtes, das auf eine Seitenlinie der Rurikiden zurückging. Das Geschlecht bestand Ende des 19. Jahrhunderts nur noch aus wenigen Angehörigen. Nach der Oktoberrevolution wurde die begüterte Familie enteignet.

## Geschichte

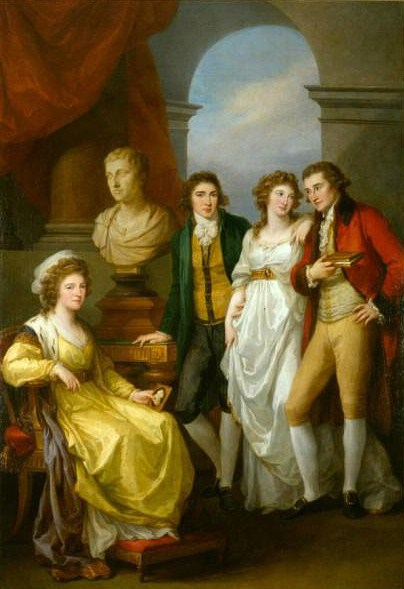
Katharina Petrowna Barjatinskaja und ihre Familie (1791)

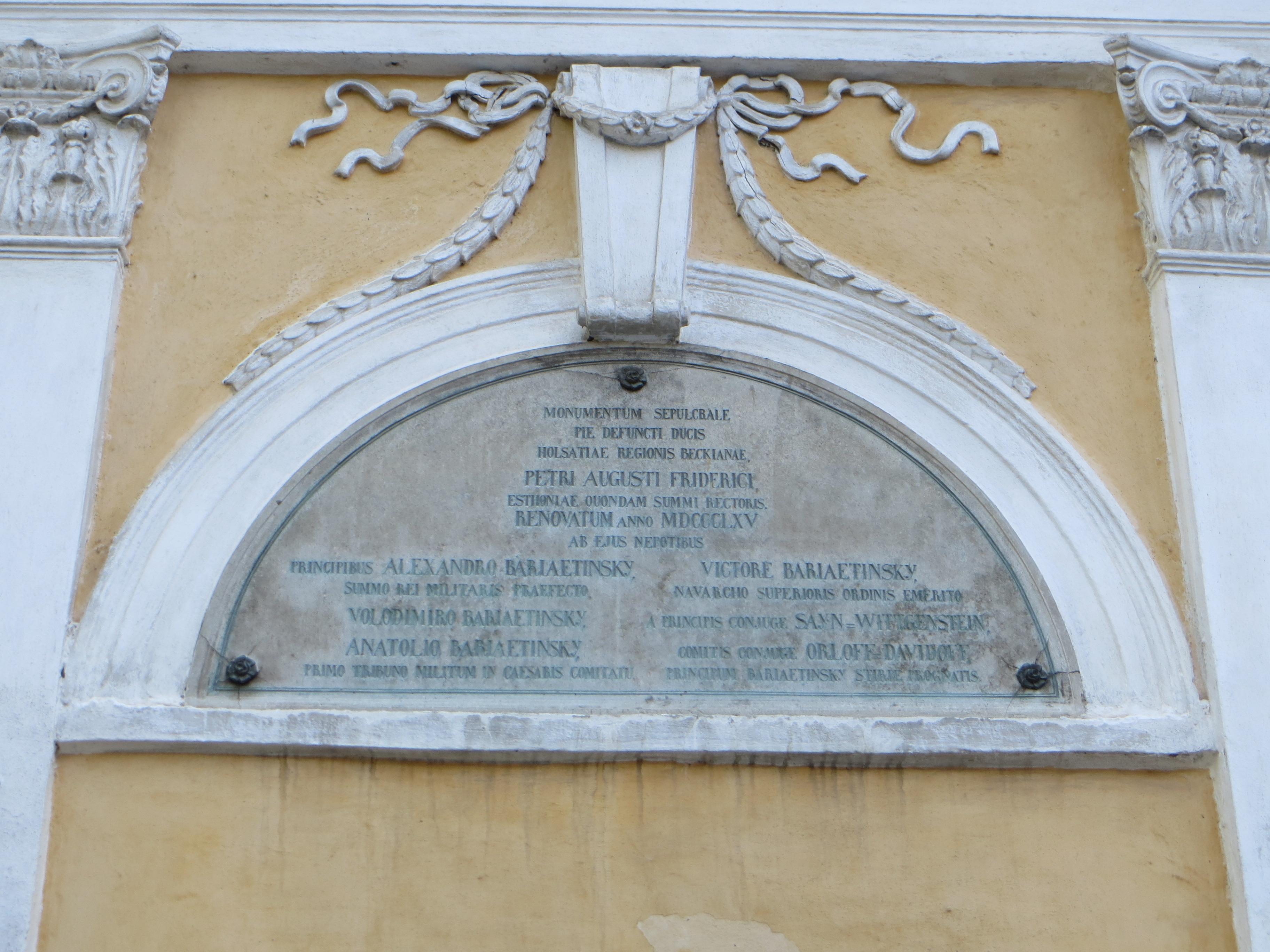
Mausoleum in der Nikolaikirche in Tallinn

Als Stammvater des Geschlechts gilt Fürst Juri Michailowitsch Toruski, den fünften Sohn des Heiligen Michael Wsewoloditsch von Tschernigow. Er war außer den Barjatinski der Ahnherr der Fürsten Obolenski, Repnin und Dolgorukow. Die Familie herrschte u. a. eine Zeit lang im Tschernigowschen Teilfürstentum. Der Sohn von Fürst Andrei Wsewolodowitsch Mezetsky, Alexander Andrejewitsch Barjatinski erhielt seinen Namen von dem Landgut Bariatina im ehemaligen Gouvernement Kaluga. Fürst Jakow Barjatinski, Woiwode unter Wassili IV., fiel in der Schlacht bei Kluschino, während des Russisch-Polnischen Krieges 1609–1618.
Am 11. März 1730 ernannte Kaiserin Anna Inwanowna den Generalmajor Fürst Iwan Fjodorowitsch Barjatinski, Schwiegersohn des Großkanzlers Gabriel Iwanowitsch Golowkin, zum Senator und Gouverneur von Kleinrussland. 1731 fiel der Fähnrich Fürst Alexei Barjatinski einer Intrige des Ministers Pawel Iwanowitsch Jaguschinski zum Opfer, der ihm zu lebenslanger Zwangsarbeit nach Ochotzk verbannte. Der Enkel Iwans, Fürst Feodor Sergejewitsch Barjatinski half bei der Gefangennahme und Ermordung Peter III. wofür er von Kaiserin Katharina II. mit 24.000 Rubel belohnt und für den Sturz Grigori Orlows zum Oberhofmarschall ernannt wurde. Paul I. veranlasste 1796 bei der Wiederbeisetzung seines Vaters in der Peter-und-Paul-Kathedrale, das Barjatinski und Orlow dem Leichnam folgen mussten. Auf seine Güter verbannt, starb Barjatinski 1814.
Der Diplomat und Botschafter Fürst Iwan Sergejewitsch Barjatinski, Träger des schwedischen Seraphinen-Ordens und des russischen St.-Anna-Ordens bekleidete 1773 das Amt des außerordentlichen Gesandten und bevollmächtigten russischen Minister in Paris, wo er am Frieden von Paris (1783) teilnahm. 1767 vermählte sich Fürst Iwan Sergejewitsch Barjatinski mit der deutschen Prinzessin Katharina von Holstein-Beck, die ursprünglich als Braut des unglücklichen Zaren Iwan VI. vorgesehen war. Sein Sohn Fürst Iwan Iwanowitsch Barjatinski diente zunächst als russischer Botschaftsrat in London und seit 1809 als russischer Gesandter in München. 1813 heiratete er Maria Keller Tochter des preußischen Diplomaten und Ministers Christoph von Keller. 
Fürst Alexander Iwanowitsch Barjatinski erhielt eine Erziehung zusammen mit dem späteren Zaren Alexander II. Er begann eine militärische Laufbahn als Leutnant bei den roten Leibgardehusaren. Auf Grund seiner Tapferkeit zeichnete man ihn mit dem russischen St.-Georgs-Orden aus. Nachfolgende avancierte er zum Oberst, Flügeladjutant, 1848 zum Generalmajor und 1852 Generalleutnant. Am 5. August 1854 war Generalstabschef des Fürsten Bebutow bei Körük-Dere. Später wirkte er im Kaukasus als Statthalter, seit 7. September 1856 als General der Infanterie und schließlich als Feldmarschall der russischen Armee. In den 1860er Jahren beauftragte er die Architekten Carl Scholz und Ippolito Monighetti mit dem Umbau des Herrenhauses Marjino in Iwanowskoje im Gouvernement Kursk. Der Name Marjino geht auf seine Mutter, die preußische Diplomatentochter Maria Fjodorowna Barjatinskaja zurück. Das Herrenhaus beherbergte eine reiche über Generationen zusammengetragene Kunstsammlung der Familie.

## Angehörige
- Alexander Iwanowitsch Barjatinski (1815–1879), russischer Feldmarschall
- Iwan Iwanowitsch Barjatinski (1772–1825), russischer Diplomat und Agronom
- Iwan Sergejewitsch Barjatinski (1738–1811), russischer Diplomat, Botschafter und Minister

- Maria Fjodorowna Barjatinskaja (1792–1858), deutsch-russische Adlige, Philanthropin und Mäzenatin
- Katharina Petrowna Barjatinskaja (1750–1811), deutsch-russische Adlige, Tochter von Peter August Herzog von Holstein-Beck
- Leonilla Iwanowna Barjatinskaja (1816–1918), russische Adlige und durch Heirat Fürstin zu Sayn-Wittgenstein-Sayn

## Besitzungen

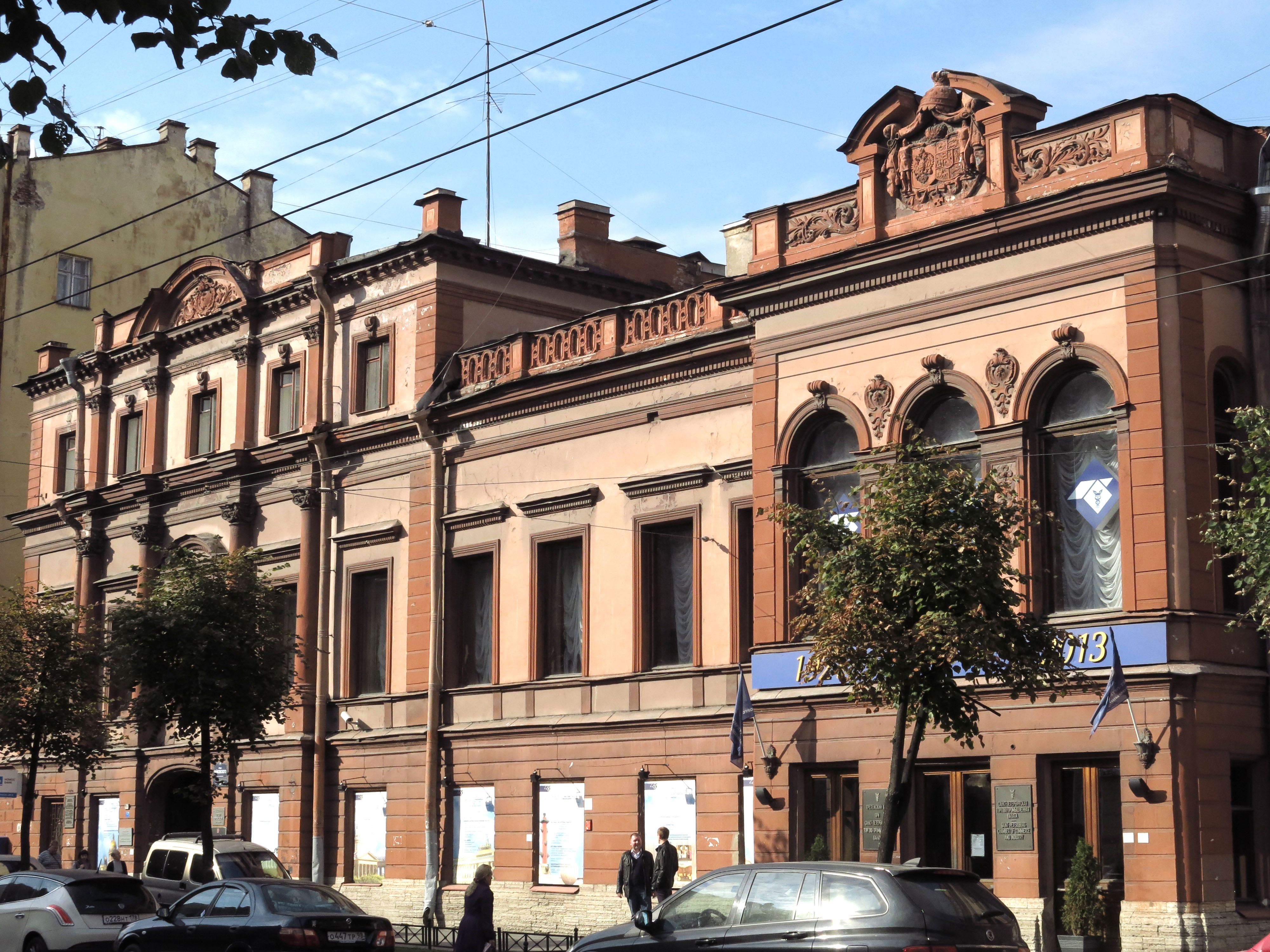
Villa Barjatinski
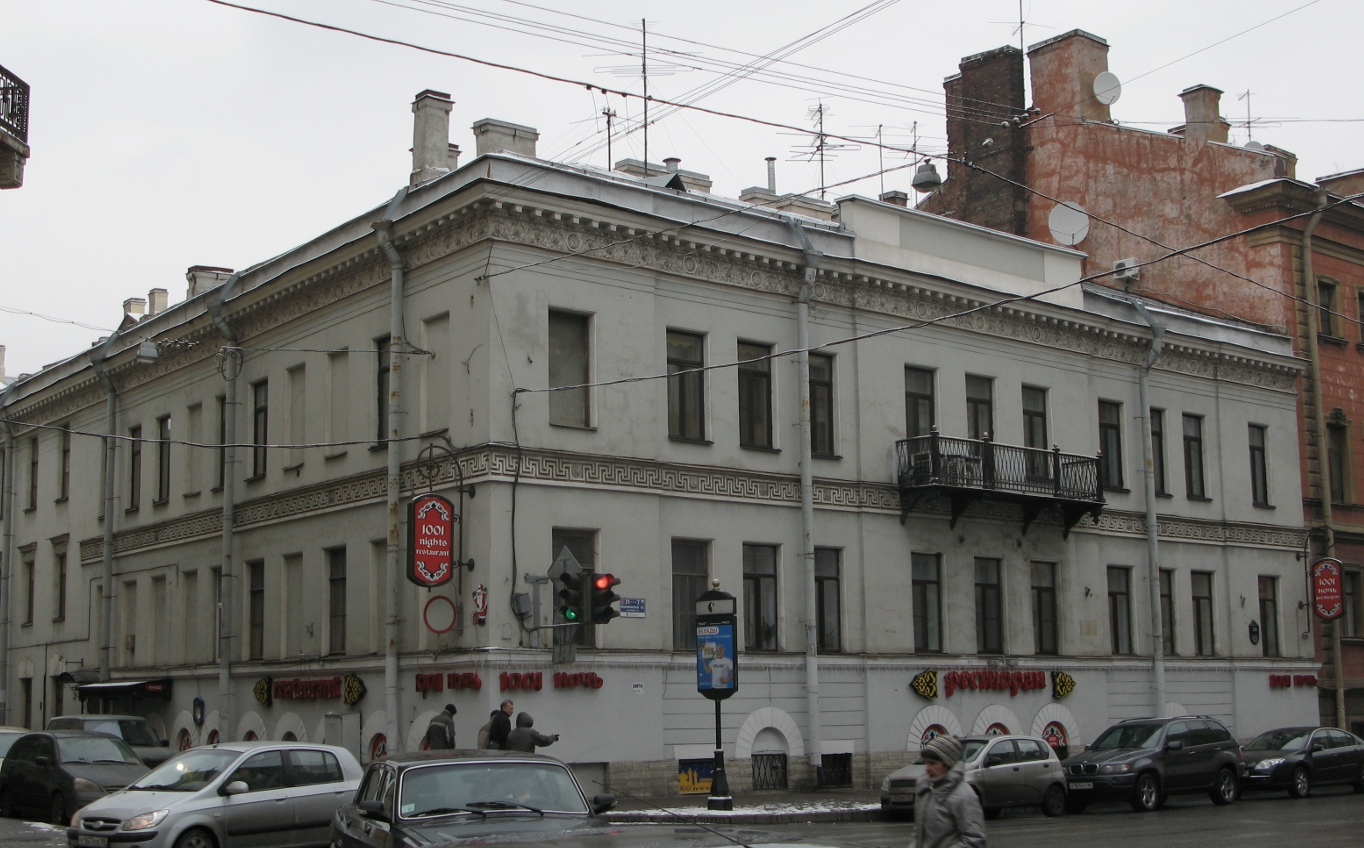
Villa in Sankt Petersburg
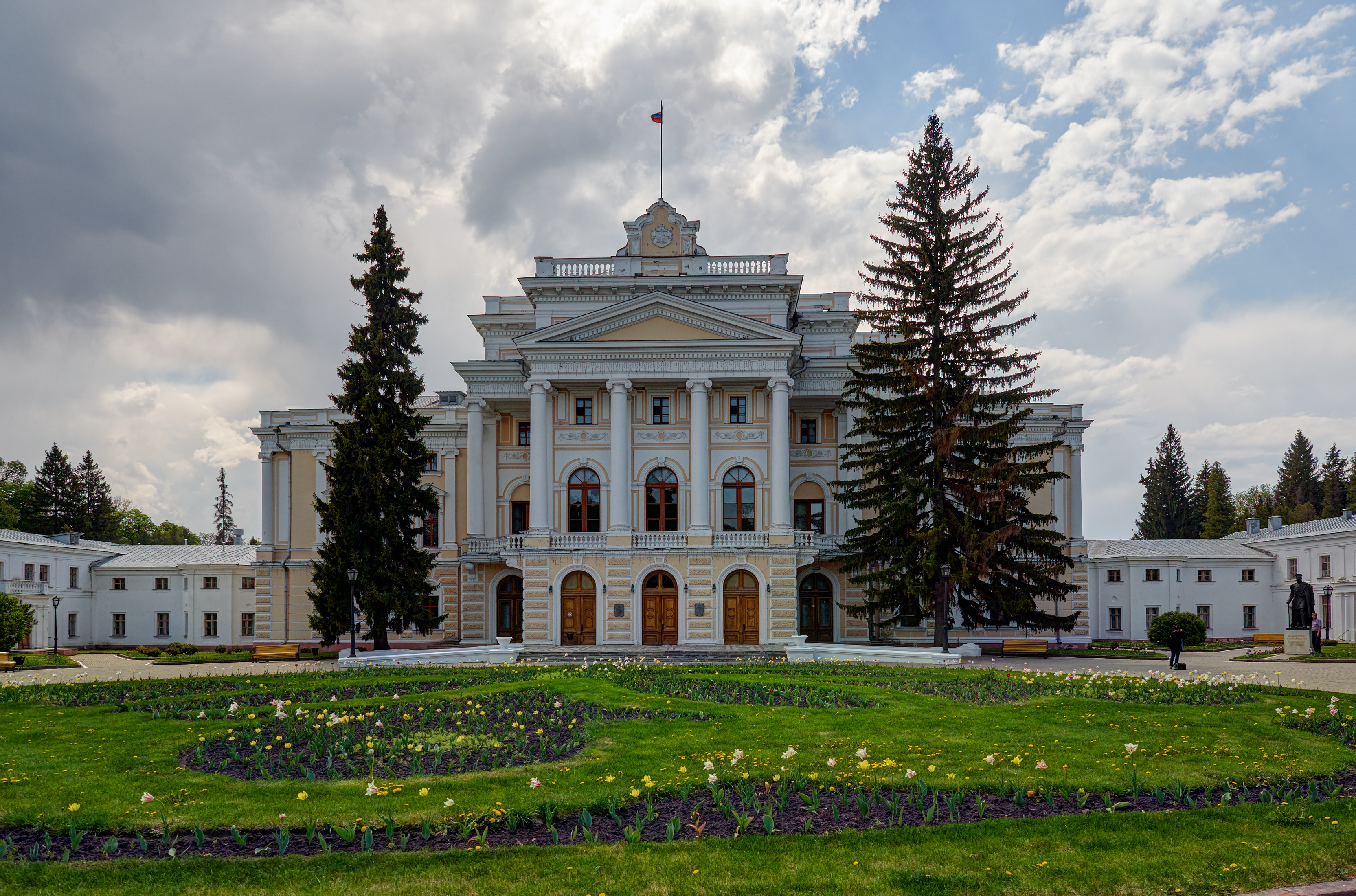
Herrenhaus Marjino